# Cartagena (Kolumbien)
Cartagena de Indias ist eine Gemeinde (municipio) an der Karibikküste Kolumbiens und die Hauptstadt des Departamentos Bolívar in der Región Caribe. Der Name der Stadt stammt von der spanischen Stadt Cartagena, zur Unterscheidung dient der Zusatz de Indias in Bezug auf Westindien.

## Geographie
Cartagena liegt an der Karibikküste im Norden des Landes mit Zugang sowohl zum offenen Meer als auch zur Bahía de Cartagena de Indias. Zum Landesinneren wird sie von einer Bergkette geschützt. Die Gemeinde grenzt im Westen und Norden an die Karibik, im Osten an Santa Catalina, Clemencia, Santa Rosa, Turbaco und Turbaná und im Süden an San Onofre im Departamento de Sucre. Zum Gemeindegebiet gehören auch die Isla de Tierra Bomba, die die Bahía de Cartagena de Indias zum Meer hin abschließt, die Halbinsel Barú, der Archipel Islas del Rosario südlich der Stadt, der San-Bernardo-Archipel, Santa Cruz del Islote vor der Küste von Sucre sowie Isla Fuerte vor der Küste von Córdoba.
Metropolregion

Metropolregion Cartagena

Zur inoffiziellen Metropolregion Cartagena gehören neben Cartagena die Gemeinden Arjona, Clemencia, Mahates, María La Baja, San Estanislao, Santa Catalina, Santa Rosa, Turbaco, Turbaná und Villanueva.
|                       | Jan  | Feb  | Mär  | Apr  | Mai  | Jun  | Jul  | Aug  | Sep  | Okt  | Nov  | Dez  |   |      |
| Mittl. Tagesmax. (°C) | 31,2 | 31,2 | 31,3 | 31,5 | 31,7 | 31,8 | 31,9 | 31,9 | 31,9 | 31,6 | 31,2 | 31,3 | ⌀ | 31,5 |
| Mittl. Tagesmin. (°C) | 23,2 | 23,4 | 23,9 | 24,8 | 25,3 | 25,3 | 25,0 | 25,0 | 24,9 | 24,6 | 24,7 | 23,8 | ⌀ | 24,5 |
|                       |      |      |      |      |      |      |      |      |      |      |      |      |   |      |
| Niederschlag (mm)     | 8    | 1    | 1    | 31   | 92   | 115  | 94   | 124  | 144  | 244  | 132  | 37   | Σ | 1023 |
|                       |      |      |      |      |      |      |      |      |      |      |      |      |   |      |
| Sonnenstunden (h/d)   | 9,2  | 8,7  | 8,0  | 7,2  | 6,6  | 6,5  | 7,0  | 6,7  | 6,0  | 5,6  | 7,0  | 8,1  | ⌀ | 7,2  |
|                       |      |      |      |      |      |      |      |      |      |      |      |      |   |      |
| Regentage (d)         | 0    | 0    | 0    | 2    | 6    | 9    | 7    | 8    | 10   | 14   | 8    | 3    | Σ | 67   |
|                       |      |      |      |      |      |      |      |      |      |      |      |      |   |      |
| Wassertemperatur (°C) | 27   | 27   | 26   | 27   | 27   | 27   | 27   | 28   | 28   | 29   | 27   | 27   | ⌀ | 27,3 |
|                       |      |      |      |      |      |      |      |      |      |      |      |      |   |      |
| Luftfeuchtigkeit (%)  | 78   | 78   | 77   | 79   | 80   | 81   | 80   | 81   | 82   | 83   | 82   | 80   | ⌀ | 80,1 |

| 23,2 |

| 23,4 |

| 23,9 |

| 24,8 |

| 25,3 |

| 25,3 |

| 25,0 |

| 25,0 |

| 24,9 |

| 24,6 |

| 24,7 |

| 23,8 |

| 23,2 |

| 23,4 |

| 23,9 |

| 24,8 |

| 25,3 |

| 25,3 |

| 25,0 |

| 25,0 |

| 24,9 |

| 24,6 |

| 24,7 |

| 23,8 |

## Bevölkerung
Die Gemeinde Cartagena hat 1.047.005 Einwohner, von denen 1.005.981 im städtischen Teil (cabecera municipal) der Gemeinde leben. In der Metropolregion leben 1.382.015 Menschen (Stand 2019).

## Geschichte

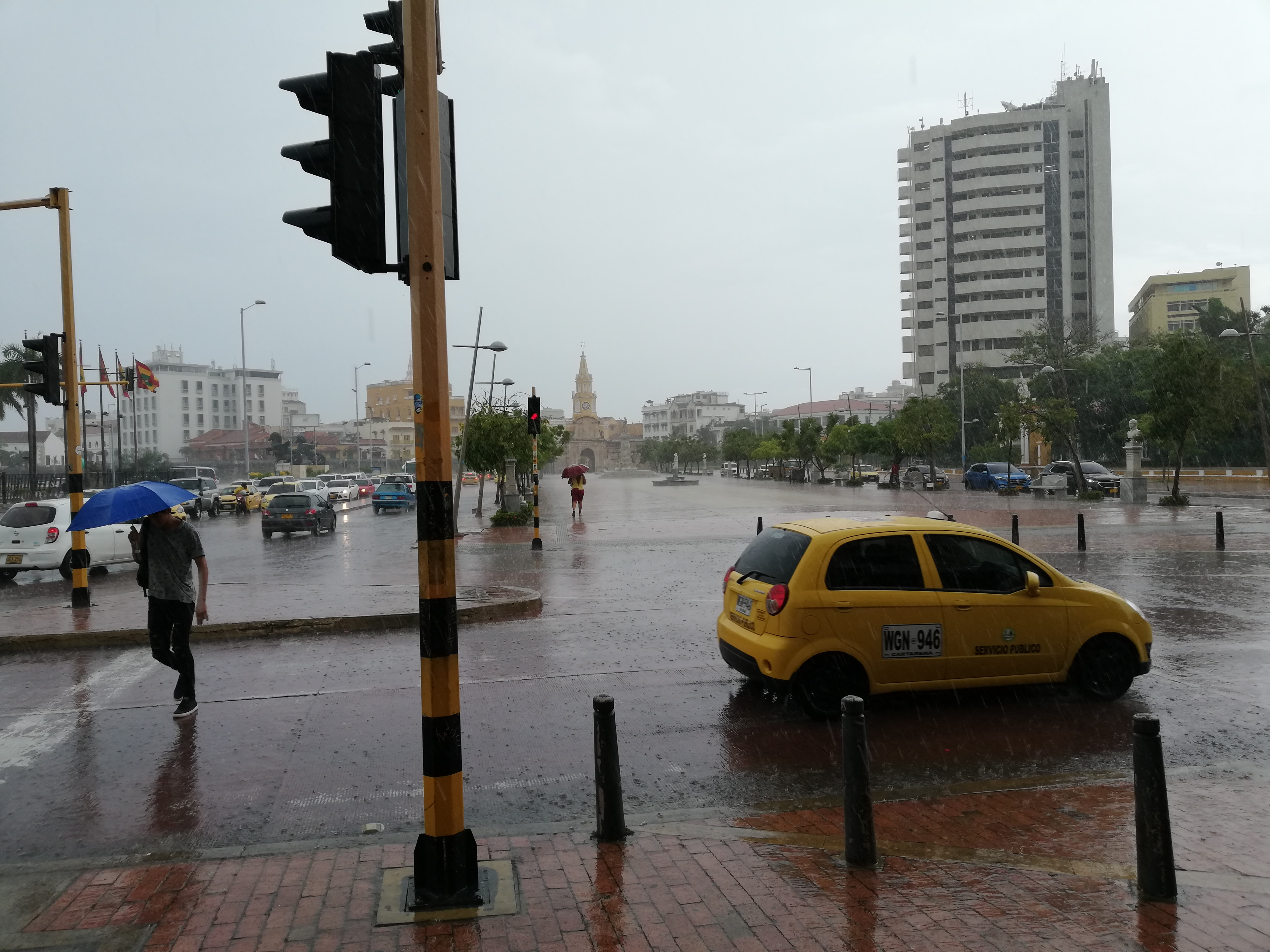
In Cartagena kann es während der Herbstmonate heftigen Niederschlag geben.

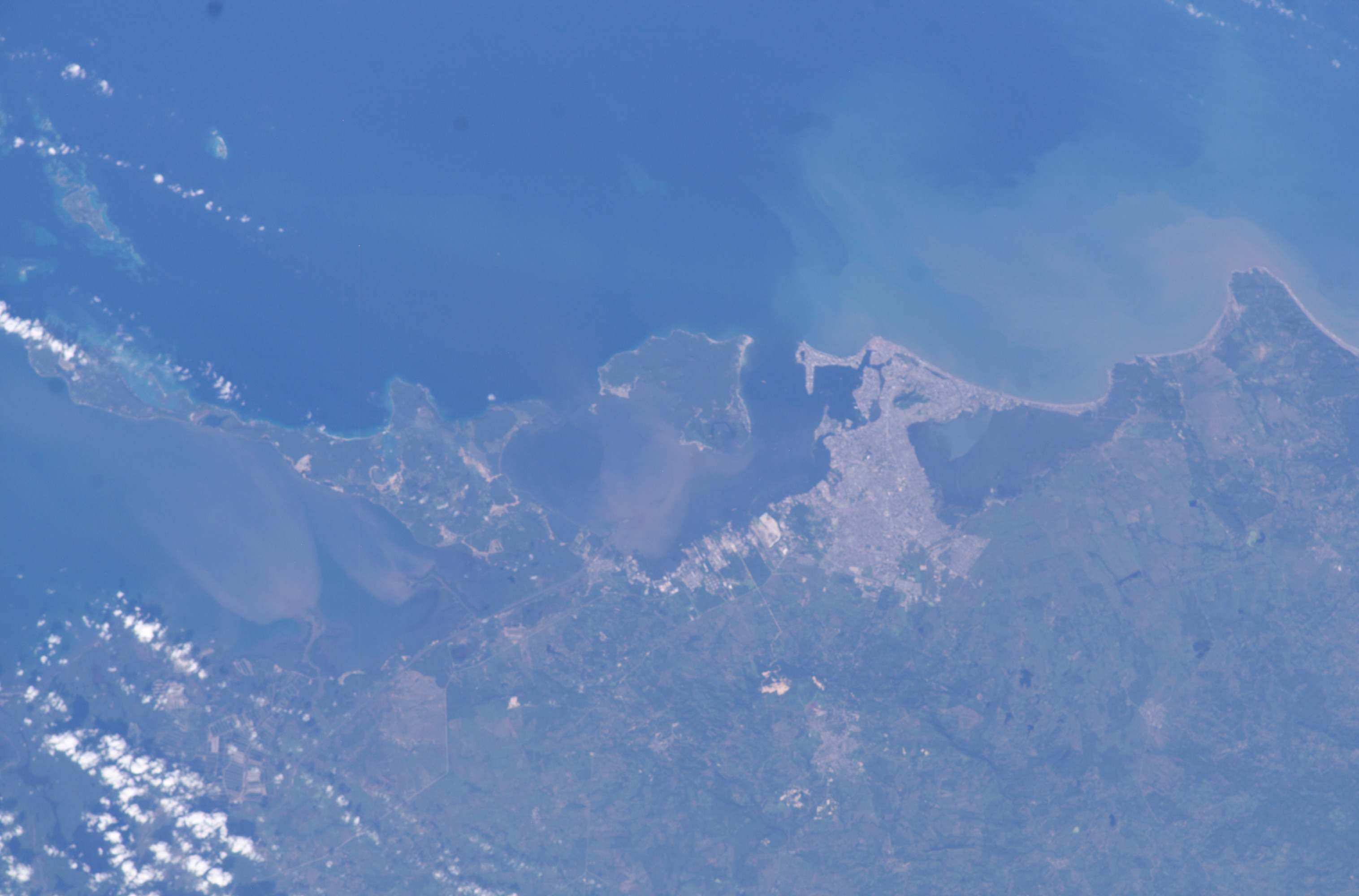
Satellitenbild von Cartagena

Die Stadt wurde im Zuge der Kolonialisierung Südamerikas am 1. Juni 1533 von Pedro de Heredia gegründet. Bei der Eroberung und Stadtgründung erhielt der spanische Konquistador Unterstützung von der India Catalina. Cartagena ist eine der ersten spanischen Stadtgründungen im Norden Südamerikas und war die erste Hauptstadt der spanischen Kolonie Neugranada. Es erlebte ein schnelles Wachstum als wichtiger Hafen für die Schifffahrt des Kontinents. Es wurde als die Perle von Las Indias bezeichnet. Cartagena war eine wichtige Zwischenstation der spanischen Silberflotte, die zweimal jährlich von Sevilla (später Cádiz) hierher kam, um spanische Waren wie Waffen, Rüstungen, Werkzeug, Textilien und Pferde zu vermarkten und Gold, Silber, Perlen und Edelsteine zu laden, bevor sie nach Puerto Bello und Santo Domingo weitersegelte.
Auch der Handel mit Sklaven aus Westafrika lief über Cartagena. Die gelagerten Schätze, die nach Spanien transportiert werden sollten, und die stetig ankommenden und abfahrenden Schiffe machten die Hafenstadt oft zum Ziel von Piraten, beispielsweise 1585 Sir Francis Drake, 1697 Franzosen unter Jean-Bernard Louis de Saint-Jean, Baron de Pointis und Jean Baptiste du Casse. Nach dem Einfall Drakes wurden – durch Sklavenarbeit – ein elf Kilometer langer Schutzwall, die riesige Wehranlage San Felipe und insgesamt 29 Forts errichtet. Die Einfahrt in die Bucht säumten die zwei Forts San José und San Fernando.

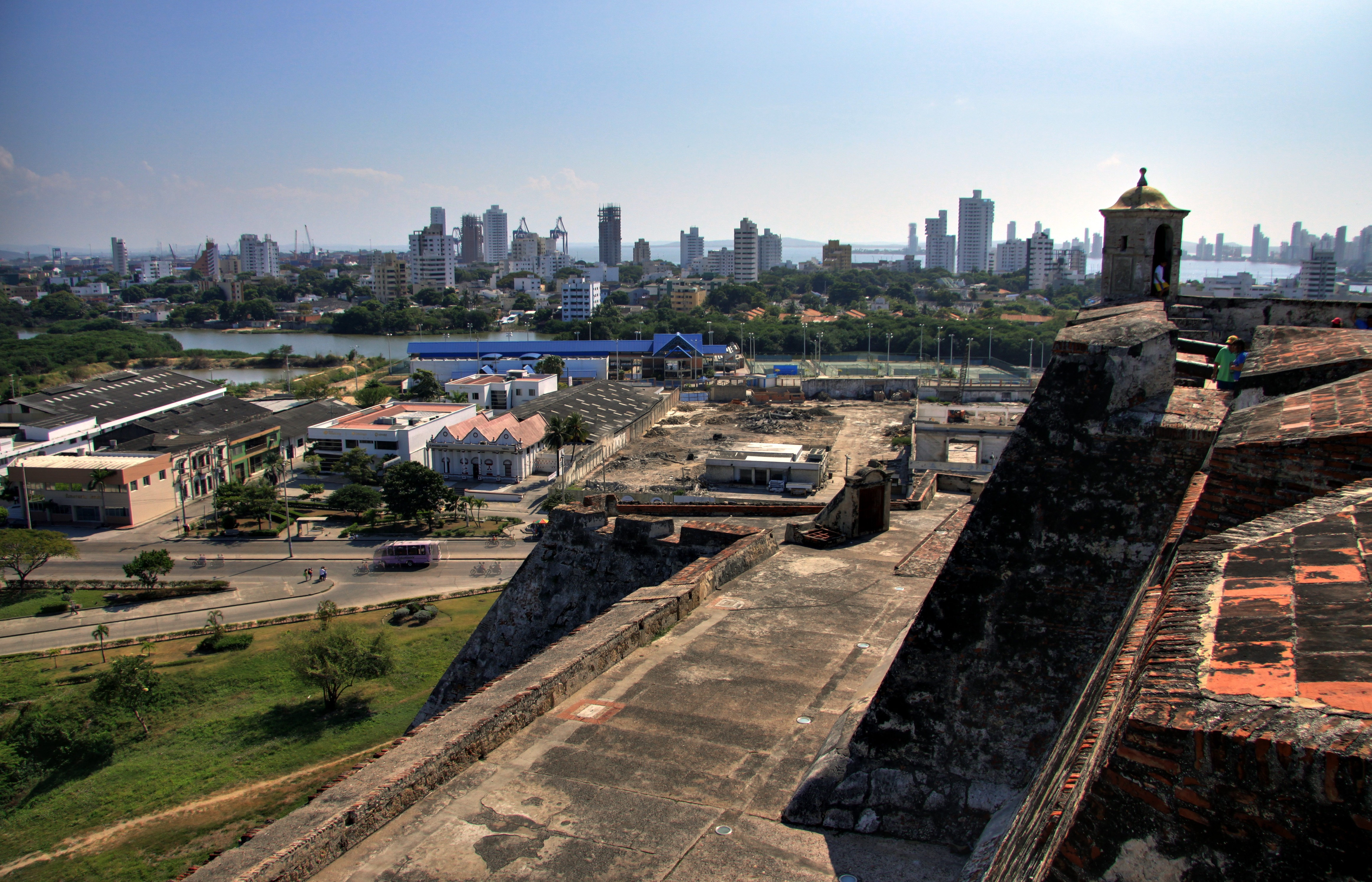
Festung San Felipe

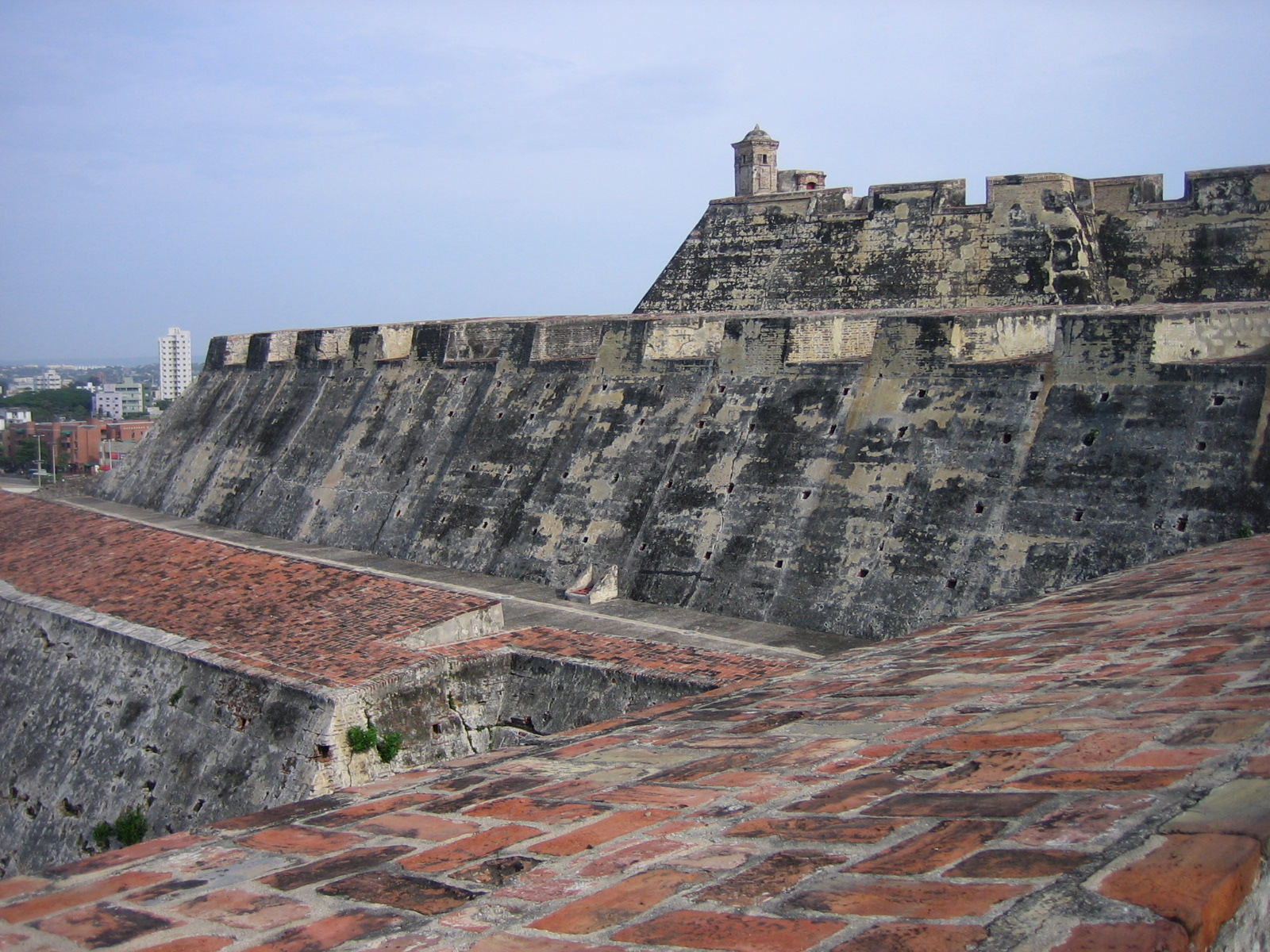
Festung San Felipe

Auch die Kirchen in der Stadt gleichen Wehrbauten. Von 1575 bis 1585 wurde die Kathedrale des römisch-katholischen Erzbistums Cartagena erbaut, zwischen 1570 und 1612 wurde das Kloster Santo Domingo errichtet. Im 17. Jahrhundert kam das Jesuitenkloster La Compania hinzu. Schon 1610 wurde die spanische Inquisition auch in Cartagena eingeführt, die 1770 einen eigenen Palast bezog und hier eine mächtige Rolle spielte. Mit der Unabhängigkeit Kolumbiens von Spanien wurde die Inquisition abgeschafft.
Nach der Kriegserklärung Englands an Spanien im War of Jenkins’ Ear wurde Admiral Edward Vernon mit einer Streitmacht von 186 Schiffen und 18.000 Mann geschickt, um Cartagena unter Don Blas de Lezo einzunehmen. Die am 13. März 1741 begonnene Schlacht von Cartagena de Indias musste nach zwei Monaten abgebrochen werden, da keine Aussichten mehr auf einen Sieg der Engländer bestanden und die Flotte Vernons von Gelbfieber und Malaria zermürbt war. Nach einem Überfall englischer Piraten 1741, gegen den sich Cartagena ebenfalls behaupten konnte, galt die Stadt zeitweilig als uneinnehmbar und als das Beispiel spanischer Militärarchitektur.
Der Jesuit Pedro Claver beschränkte im 17. Jahrhundert seine Hilfe für die zahllosen schwarzen Sklaven, die hier versteigert wurden, nicht auf Massentaufen, sondern bemühte sich in tätiger Nächstenliebe als Arzt um die Verbesserung der menschenunwürdigen Bedingungen, unter denen die Sklaven zu leiden hatten. Er wurde dafür von der Katholischen Kirche heiliggesprochen.

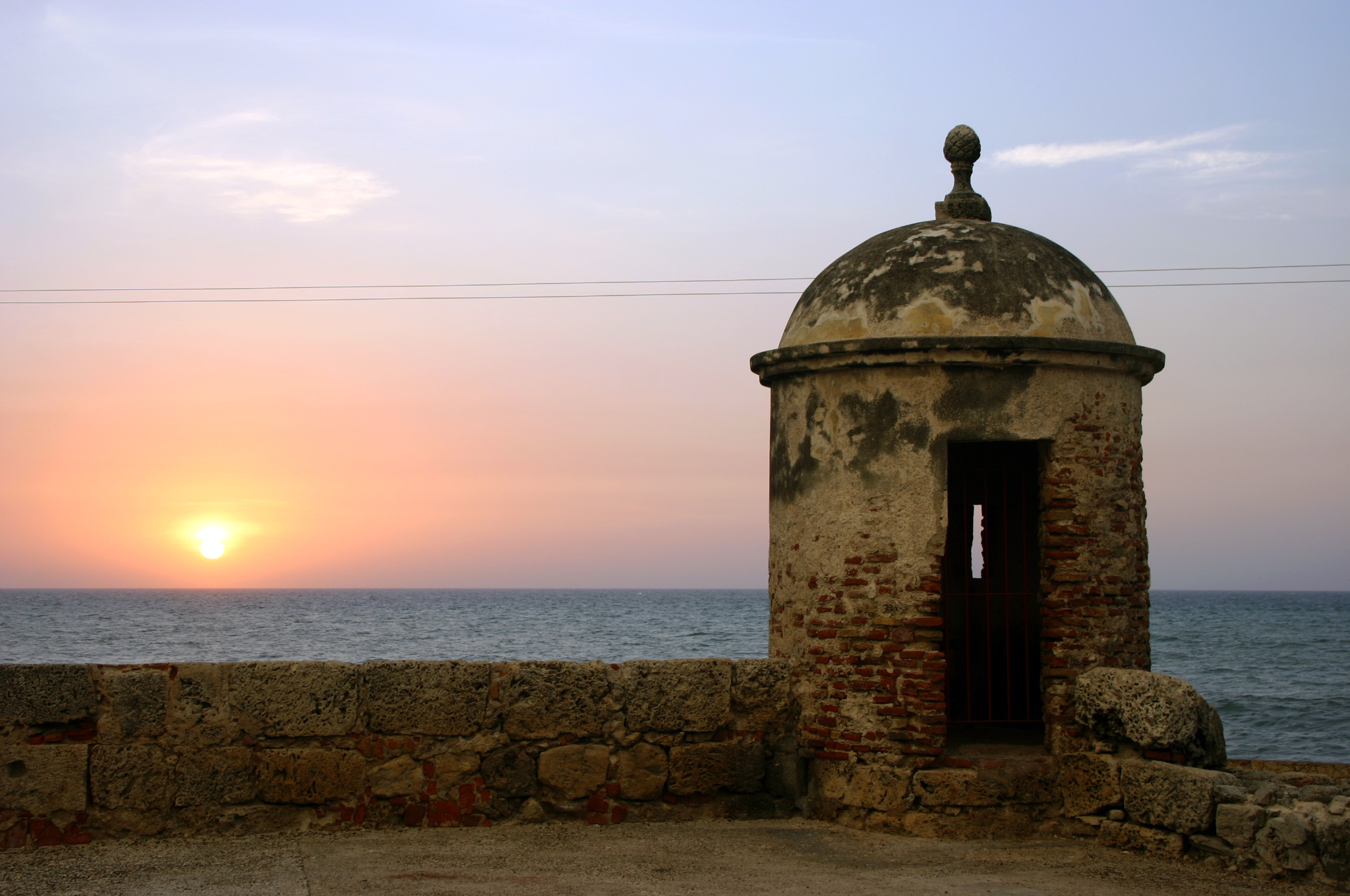
Sonnenuntergang in Cartagena

Im Jahre 1810 erklärte der Befreier Südamerikas, Simón Bolívar, unter dem Eindruck der französischen Revolution und der napoleonischen Besatzung des Mutterlandes Spanien, erstmals die Unabhängigkeit der Kolonie Neugranada mit Cartagena. Doch die Spanier wollten ihre Kolonien nicht widerspruchslos ziehen lassen: Ab Dezember 1815, nach dem Abzug der napoleonischen Truppen aus Spanien und der Wiederherstellung der spanischen Monarchie, eroberte Spanien unter Pablo Morillo die Kolonie zurück. Erst nach längerem Kampf erlangte Kolumbien Ende 1819 die endgültige Unabhängigkeit von Spanien.

## Kultur und Sehenswürdigkeiten
Der Ort hat sich als eine der schönsten Kolonialstädte Südamerikas behauptet. Cartagena ist die Stadt mit den meisten Touristen und nicht zuletzt wegen der geografischen Lage die sicherste und bestbewachte Stadt in Kolumbien. Wie in allen Großstädten ist wegen der Kleinkriminalität trotzdem Vorsicht geboten. Vom bewaffneten Konflikt zwischen Militär, Paramilitärs (AUC) und Guerilla (FARC, ELN) ist Cartagena kaum betroffen. Die kolumbianische Marine hat in Cartagena ihren Hauptstützpunkt.
Das komplett ummauerte alte Stadtzentrum mit Festungsring und den Stadtteilen Centro mit der Kathedrale und zahllosen Palästen im andalusischen Stil, San Diego, dem Viertel der Händler und der zahlenmäßig kleinen Bourgeoisie, sowie Getsemaní, dem Viertel der kleinen Leute und Handwerker, das aus dieser Zeit stammt, wurde 1959 zum nationalen Kulturerbe erklärt und ist seit 1984 UNESCO-Weltkulturerbe. Auf einer Landzunge neben der Altstadt liegt die riesige Hotelzone Bocagrande.
Cartagena hat eine Universität, die Universidad de Cartagena, und ist Sitz eines Erzbischofs.
Das karibische Nachtleben in Cartagena ist legendär. Eine Touristenattraktion ist rumba en chiva, eine Party im Bus. Die meisten Diskotheken befinden sich in der Calle Arsenal, Getsemaní. Kleinere Clubs und Restaurants befinden sich im historischen Zentrum der Stadt. In Cartagena entstand die afrokaribische Musikrichtung Champeta, die vor allem in den Armenvierteln der Stadt gehört und gefeiert wird.
Jedes Jahr findet hier das internationale Cartagena Film Festival FICCI (Festival Internacional de Cine de Cartagena de Indias) statt.

## Wirtschaft und Infrastruktur
Die Einwohner sind zum großen Teil afrikanischer Abstammung. Zu den wichtigsten Einkommensquellen zählen Fischerei, der Hafen, Öl-Industrie und Tourismus. Im Jahre 2019 besuchten 350.000 Touristen mit Kreuzfahrtschiffen und 4,5 Millionen Touristen auf dem Luftweg die Stadt. Exportiert wird hauptsächlich Öl, Kaffee und Platin.
Erdölraffinerien, chemische und petrochemische Industrie sind hier angesiedelt.
Der internationale Flughafen Cartagena (IATA: CTG, ICAO: SKCG) befindet sich im Nordosten der Stadt.
Hafenanlagen
Im Südwesten befinden sich über 40 Seehäfen für die Handels- und Sportschifffahrt. Der Hafen ist der wichtigste Erdöl- und Containerhafen Kolumbiens. Die Betreiber der drei größten Containerhafenanlagen sind Sociedad Portuaria de Cartagena de Indias, Muelles El Bosque und Terminal de Contenedores de Cartagena de Indias. Daneben gibt es u. a. Anlagen von Reficar (Raffinerie), SABMiller, Argos, Dow Chemical, BASF Colombia, DuPont, Cemex, Dole Food Company und Colombian Navy Steelworks.
Cartagena ist über den Canal del Dique, der in Pasacaballos in die Bucht von Cartagena mündet, mit dem Río Magdalena verbunden. Daher ist Cartagena auch für Flussschiffe erreichbar.

## Sonstiges
Der Literaturnobelpreisträger Gabriel García Márquez setzte Cartagena in seinen Romanen, zum Beispiel Die Liebe in den Zeiten der Cholera (1985) und Von der Liebe und anderen Dämonen (1994), ein Denkmal. Auch der Roman Cartagena von Claudia Amengual (2015) spielt hauptsächlich in Cartagena.
In Cartagena fand 1990 ein Treffen der Präsidenten Kolumbiens, Perus, Boliviens und der USA statt, auf dem Maßnahmen gegen den Anbau von Cocasträuchern und die Gewinnung von Kokain besprochen wurden.
Im Jahre 2003 fand hier eine Konferenz über den grenzüberschreitenden Transport, die Handhabung und den Umgang mit gentechnisch veränderten Organismen statt. Deren Ergebnis war ein völkerrechtlich bindendes Abkommen über die biologische Sicherheit, kurz Cartagena-Protokoll genannt, das am 11. September 2003 verabschiedet wurde.
Das 2005 begonnene Hochhausprojekt Torre de la Escollera wurde nach Sturmschäden 2007 zurückgebaut.
Der Bud-Spencer-Film Banana Joe wurde größtenteils in Cartagena und Umgebung gedreht.
Alljährlich findet hier der nationale Schönheitswettbewerb Miss Colombia statt.

## Söhne und Töchter der Stadt
- Mateo José González Rubio (1778–1845), römisch-katholischer Geistlicher und Weihbischof in Popayán
- Rafael Núñez (1825–1894), Politiker
- Griselda Blanco (1943–2012), Schwarze Witwe, Königin des Medellin-Kartells, erste Milliardärin durch Kokainschmuggel
- Rodrigo Valdez (1946–2017), Profiboxer und Weltmeister im Mittelgewicht
- Edgardo Carmona Vergara (* 1950), Bildhauer
- Joe Arroyo (1955–2011), Sänger und Komponist
- Fernando Araújo Perdomo (* 1955), Politiker
- Alicia Arango, (* 1958), ehemalige Ministerin Kolumbiens und Diplomatin
- Wílmer Cabrera (* 1967), Fußballspieler und -trainer
- Erick Morillo (1971–2020), Musikproduzent und DJ
- Ener Julio (* 1973), Boxer
- Angie Cepeda (* 1974), Filmschauspielerin
- Agustín Julio (* 1974), Fußballspieler
- Herly Alcázar (* 1976), Fußballspieler
- Alejandro Berrio (* 1976), Boxer
- Elson Becerra (1978–2006), Fußballspieler
- Cecilia Brækhus (* 1981), Boxerin
- Cecilia Baena (* 1986), Speedskaterin
- Juan Pablo Pino (* 1987), Fußballspieler
- Jesús Geles (* 1988), Boxer
- Orlando Berrío (* 1991), Fußballspieler
- Jorge Carrascal (* 1998), Fußballspieler
- Geiner Moreno (* 2000), Dreispringer

## Ehrenbürger der Stadt
- 2001: Elfride Jagersberger (1919–2017), Missionsschwester
- 2013: Maria Bernarda Bütler (1848–1924), Missionsschwester

## Städtepartnerschaften
- Coral Gables, Vereinigte Staaten
- St. Augustine, Vereinigte Staaten
- San Juan, Puerto Rico
- Matera, Italien
- Angra do Heroísmo, Portugal